# Jogipura, Channarayapatna
Jogipura là một làng thuộc tehsil Channarayapatna, huyện Hassan, bang Karnataka, Ấn Độ.